# Чириляно
Чириля̀но (на италиански: Cirigliano, на местен диалект Cëregliànë, Чърелянъ) е село и община в Южна Италия, провинция Матера, регион Базиликата. Разположено е на 656 m надморска височина. Населението на общината е 355 души (към 2012 г.).